# Ambutrix
Ambutrix (prononcé [ɑ̃bytʁiks] ) est une commune française située dans le département de l'Ain en région Auvergne-Rhône-Alpes.

## Géographie
La commune est située au pied du début de la montagne du Bugey, à 5 km au sud d'Ambérieu-en-Bugey.

### Communes limitrophes
|         | Saint-Denis-en-Bugey | Bettant       |
| Leyment | Ambutrix             |               |
|         | Lagnieu              | Vaux-en-Bugey |

### Relief et géologie
Ambutrix est située sur un substrat d'origine alluvial, datant principalement du Quaternaire. La colline, culminant à 370 mètres à Ambutrix, s'avère être une formation fluvio-glaciaire. Il s'agit, plus précisément, d'une moraine datant de l'avant-dernière glaciation appelée glaciation de Riss, ici un poudingue, composé de galets principalement calcaires dans une matrice sablo-limoneuse. La base de la colline alluviale date du Miocène : on y trouve des galets à forte teneur en silice dans une matrice gréseuse. La plaine, quant à elle, possède un faciès datant de la glaciation de Würm : des alluvions fluvio-glaciaires constitués de galets calcaires arrondis dans une matrice limoneuse.

### Climat
Pour des articles plus généraux, voir Climat d'Auvergne-Rhône-Alpes et Climat de l'Ain.
En 2010, le climat de la commune est de type climat des marges montargnardes, selon une étude du CNRS s'appuyant sur une série de données couvrant la période 1971-2000. En 2020, Météo-France publie une typologie des climats de la France métropolitaine dans laquelle la commune est exposée à un climat de montagne ou de marges de montagne et est dans la région climatique Bourgogne, vallée de la Saône, caractérisée par un bon ensoleillement (1 900 h/an), un été chaud (18,5 °C), un air sec au printemps et en été et des vents faibles.
Pour la période 1971-2000, la température annuelle moyenne est de 11,1 °C, avec une amplitude thermique annuelle de 17,7 °C. Le cumul annuel moyen de précipitations est de 1 218 mm, avec 11,4 jours de précipitations en janvier et 7,6 jours en juillet. Pour la période 1991-2020, la température moyenne annuelle observée sur la station météorologique de Météo-France la plus proche, « Ambérieu », sur la commune de Château-Gaillard à 5 km à vol d'oiseau, est de 11,9 °C et le cumul annuel moyen de précipitations est de 1 117,5 mm,. Pour l'avenir, les paramètres climatiques de la commune estimés pour 2050 selon différents scénarios d'émission de gaz à effet de serre sont consultables sur un site dédié publié par Météo-France en novembre 2022.

## Urbanisme

### Typologie
Au 1er janvier 2024, Ambutrix est catégorisée ceinture urbaine, selon la nouvelle grille communale de densité à 7 niveaux définie par l'Insee en 2022.
Elle appartient à l'unité urbaine d'Ambérieu-en-Bugey, une agglomération intra-départementale dont elle est une commune de la banlieue,. Par ailleurs la commune fait partie de l'aire d'attraction d'Ambérieu-en-Bugey, dont elle est une commune de la couronne,. Cette aire, qui regroupe 15 communes, est catégorisée dans les aires de moins de 50 000 habitants,.

### Occupation des sols
L'occupation des sols de la commune, telle qu'elle ressort de la base de données européenne d’occupation biophysique des sols Corine Land Cover (CLC), est marquée par l'importance des territoires agricoles (57,1 % en 2018), néanmoins en diminution par rapport à 1990 (70,6 %). La répartition détaillée en 2018 est la suivante : 
terres arables (36,2 %), forêts (30,4 %), zones agricoles hétérogènes (20,9 %), zones urbanisées (12,4 %).
L'évolution de l’occupation des sols de la commune et de ses infrastructures peut être observée sur les différentes représentations cartographiques du territoire : la carte de Cassini (XVIIIe siècle), la carte d'état-major (1820-1866) et les cartes ou photos aériennes de l'IGN pour la période actuelle (1950 à aujourd'hui).

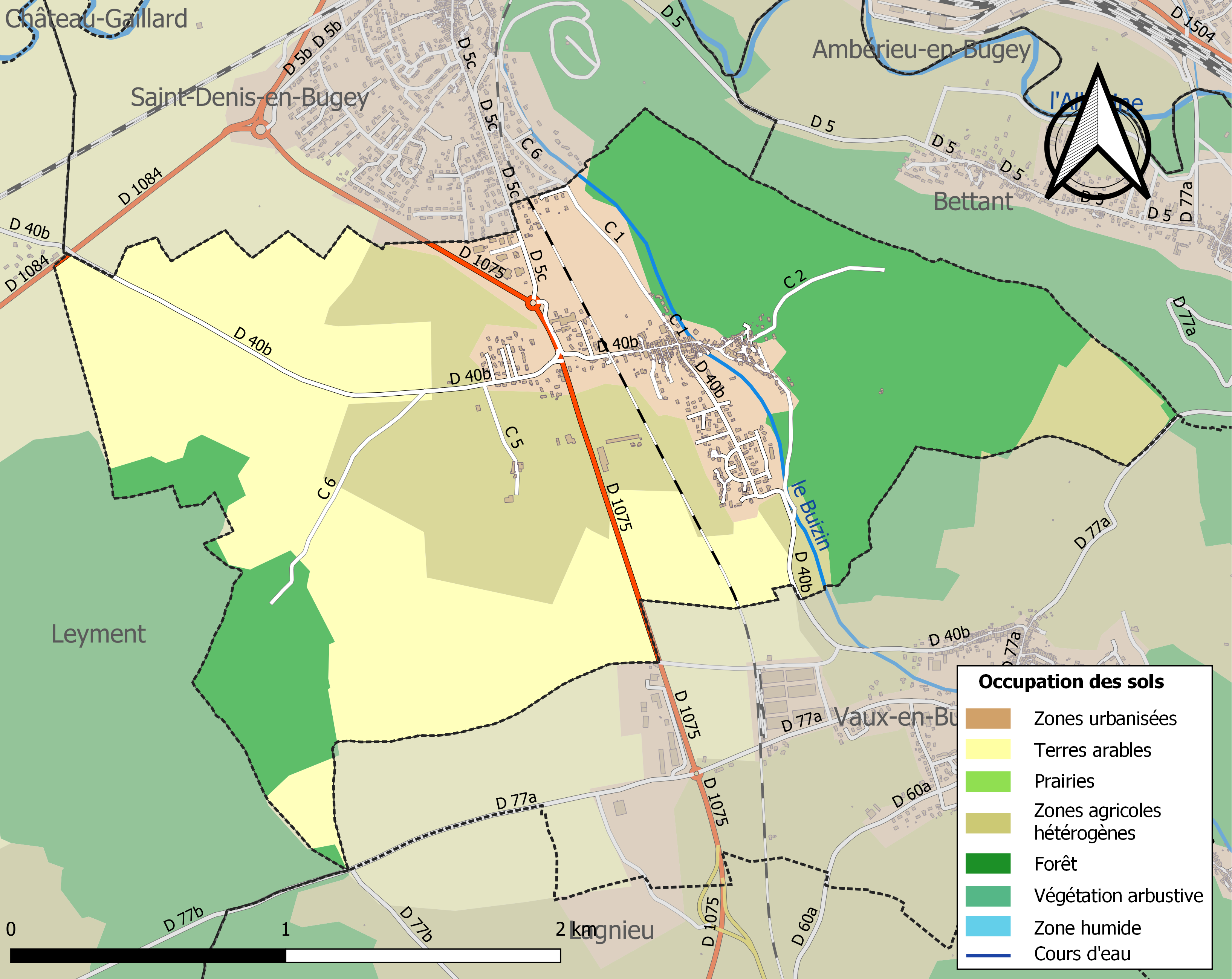
Carte des infrastructures et de l'occupation des sols de la commune en 2018 (CLC).

## Toponymie
Le nom de la localité est attesté sous les formes Crux de Embruti en 1180, Ambutri en 1212, Ambutris en 1347, Ambutrix en 1385. Il provient de Ambutriacum qui est le nom d'ancien domaine d'origine gallo-romaine.
Toutefois, en francoprovençal, langue régionale, le « x » final ne se prononce pas ( à l'instar d'Oyonnax ou de Chamonix ). Cette lettre « x », apparue avec les scribes du comté puis duché de Savoie, indique l'accentuation sur la dernière syllabe (oxytonisme), le différenciant ainsi avec le « z » final ( à l'instar de Cormoz ou de Culoz ) qui sert à marquer le paroxytonisme et qui, par conséquent, ne se prononce pas non plus.

## Histoire

### Histoire du village
Des fouilles archéologiques ont révélé la présence d'un habitat gallo-romain datant de l'Âge du bronze final.
Dès le XIIe siècle, la paroisse d'Ambutri (sans le x) est mentionnée sous le vocable de Saint Maurice , laquelle appartenait à l'abbaye de Saint-Rambert-en-Bugey.
Au XIVe siècle, Ambutris fait partie du territoire appartenant aux Dauphins de Viennois. À la fin du mois d'octobre 1332, Ambutris est incendié et ravagé, pendant huit jours consécutifs, par le comte de Savoie, Aymon le Pacifique,. Peu de temps, après, le traité de Chapareillan stipule que la frontière entre le Dauphiné et la Savoie se situe au niveau de l'Albarine. Ce traité de paix provoque encore des conflits.
En 1349, le dauphin Humbert II de Viennois cède le Dauphiné au roi de France Philippe VI de Valois via son fils Jean II le Bon. Le village devient alors français pendant six ans et le futur roi Charles V devient alors dauphin.
En 1355, le traité de Paris stipule que le Rhône fait désormais office de frontière entre le Dauphiné, devenu français et le comté de Savoie. Ambutrix devient, à cette date, savoyarde. C'est à cette période savoyarde que le « x » apparaît à la fin du nom du village, pour signifier l'oxytonisme.
En 1460, Ambutrix appartient au marquisat de Saint-Sorlin, au sein du duché de Savoie.
En 1601, le traité de Lyon permet au Bugey, à la Bresse savoyarde, au pays de Gex et une partie des Dombes de devenir français. Ambutrix appartient, dès lors, non plus au duché de Savoie mais au royaume de France.

### Histoire du château de Verneaux
Les premiers seigneurs de Verneaux et bâtisseur du château appartenaient à la maison de Vareilles (selon le recueil de Samuel Guichenon). Cette famille inféoda les terres d'Ambutrix aux sires de Coligny. Cette lignée faillit avec Agnès de Vareilles, Dame de Verneaux, qui se maria en 1402 avec Jacques de Rougemont issu de la maison de Rougemont. Dès lors commença la branche des seigneurs de Verneaux avec noms et armes de Rougemont. En 1437, Galéas de Saleneuve, seigneur de Saint-Denis-de-Chosson (Saint-Denis-en-Bugey), est en butte à certaines prétentions de son voisin, Jacques de Rougemont, seigneur des Verneaux, dans la paroisse d’Ambutrix, dépendante du mandement de Saint-Denis. Il doit défendre énergiquement ses droits en justice. En 1468, mariage de Philibert de Rougemont, chevalier, seigneur de Verneaux, petit-fils de Jacques de Rougemont.
La branche des seigneurs de Verneaux failli avec la mort de Hugues de Rougemont en 1620. Les possessions furent vendues à Jeanne de Moyria veuve de Hugues et Pierre de Montferrand seigneurs de Château-Gaillard. C'est à cette époque que la seigneurie passe aux mains des comtes de Savoie. En 1775, la seigneurie, par mariage de Louise de Montferrand fille unique de Charles de Montferrand, passe à Hugues de Valernod président et lieutenant général au présidial de Valence. Leur fille, Marie de Valernod, se maria avec Victor de Murat, dernier possesseur de la seigneurie.

## Politique et administration

### Découpage territorial
La commune d'Ambutrix est membre de la communauté de communes de la Plaine de l'Ain, un établissement public de coopération intercommunale (EPCI) à fiscalité propre créé le 15 décembre 2002 dont le siège est à Chazey-sur-Ain. Ce dernier est par ailleurs membre d'autres groupements intercommunaux.
Sur le plan administratif, elle est rattachée à l'arrondissement de Belley, au département de l'Ain et à la région Auvergne-Rhône-Alpes. Sur le plan électoral, elle dépend du  canton d'Ambérieu-en-Bugey pour l'élection des conseillers départementaux, depuis le redécoupage cantonal de 2014 entré en vigueur en 2015, et de la deuxième circonscription de l'Ain  pour les élections législatives, depuis le dernier découpage électoral de 2010.

### Administration municipale
| Période                                  | Période  | Identité             | Étiquette | Qualité |
| ---------------------------------------- | -------- | -------------------- | --------- | ------- |
| 1929                                     | 1933     | Ernest Rongier       |           |         |
| 1933                                     | 1935     | Henri Christin       |           |         |
| 1935                                     | 1937     | Louis Auguste Ballet |           |         |
| 1937                                     | 1942     | Charles Chêne        |           |         |
| 1942                                     | 1953     | Hippolyte Guillot    |           |         |
| 1953                                     | 1977     | Delphin Quinson      |           |         |
| 1977                                     | 1995     | Roger Vavrille       | DVG       |         |
| 1995                                     | 2001     | Roland Dulot         |           |         |
| 2001                                     | 2014     | Patrick Paccallet    | NC        |         |
| 2014                                     | En cours | Dominique Deloffre   |           |         |
| Les données manquantes sont à compléter. |          |                      |           |         |

## Démographie
Les habitants s'appellent les Butrians (au féminin les Butrianes).
L'évolution du nombre d'habitants est connue à travers les recensements de la population effectués dans la commune depuis 1793. Pour les communes de moins de 10 000 habitants, une enquête de recensement portant sur toute la population est réalisée tous les cinq ans, les populations de référence des années intermédiaires étant quant à elles estimées par interpolation ou extrapolation. Pour la commune, le premier recensement exhaustif entrant dans le cadre du nouveau dispositif a été réalisé en 2008.
En 2022, la commune comptait 764 habitants, en évolution de +1,87 % par rapport à 2016 (Ain : +5,15 %, France hors Mayotte : +2,11 %).
| 1793 | 1800 | 1806 | 1821 | 1831 | 1836 | 1841 | 1846 | 1851 |
| ---- | ---- | ---- | ---- | ---- | ---- | ---- | ---- | ---- |
| 311  | 318  | 490  | 434  | 402  | 377  | 349  | 357  | 357  |

| 1856 | 1861 | 1866 | 1872 | 1876 | 1881 | 1886 | 1891 | 1896 |
| ---- | ---- | ---- | ---- | ---- | ---- | ---- | ---- | ---- |
| 359  | 340  | 321  | 286  | 294  | 280  | 280  | 270  | 264  |

| 1901 | 1906 | 1911 | 1921 | 1926 | 1931 | 1936 | 1946 | 1954 |
| ---- | ---- | ---- | ---- | ---- | ---- | ---- | ---- | ---- |
| 263  | 236  | 241  | 260  | 284  | 277  | 249  | 260  | 263  |

| 1962 | 1968 | 1975 | 1982 | 1990 | 1999 | 2006 | 2008 | 2013 |
| ---- | ---- | ---- | ---- | ---- | ---- | ---- | ---- | ---- |
| 293  | 327  | 353  | 405  | 595  | 586  | 641  | 657  | 744  |

| 2018 | 2022 | - | - | - | - | - | - | - |
| ---- | ---- | - | - | - | - | - | - | - |
| 755  | 764  | - | - | - | - | - | - | - |

## Économie

### Viticulture

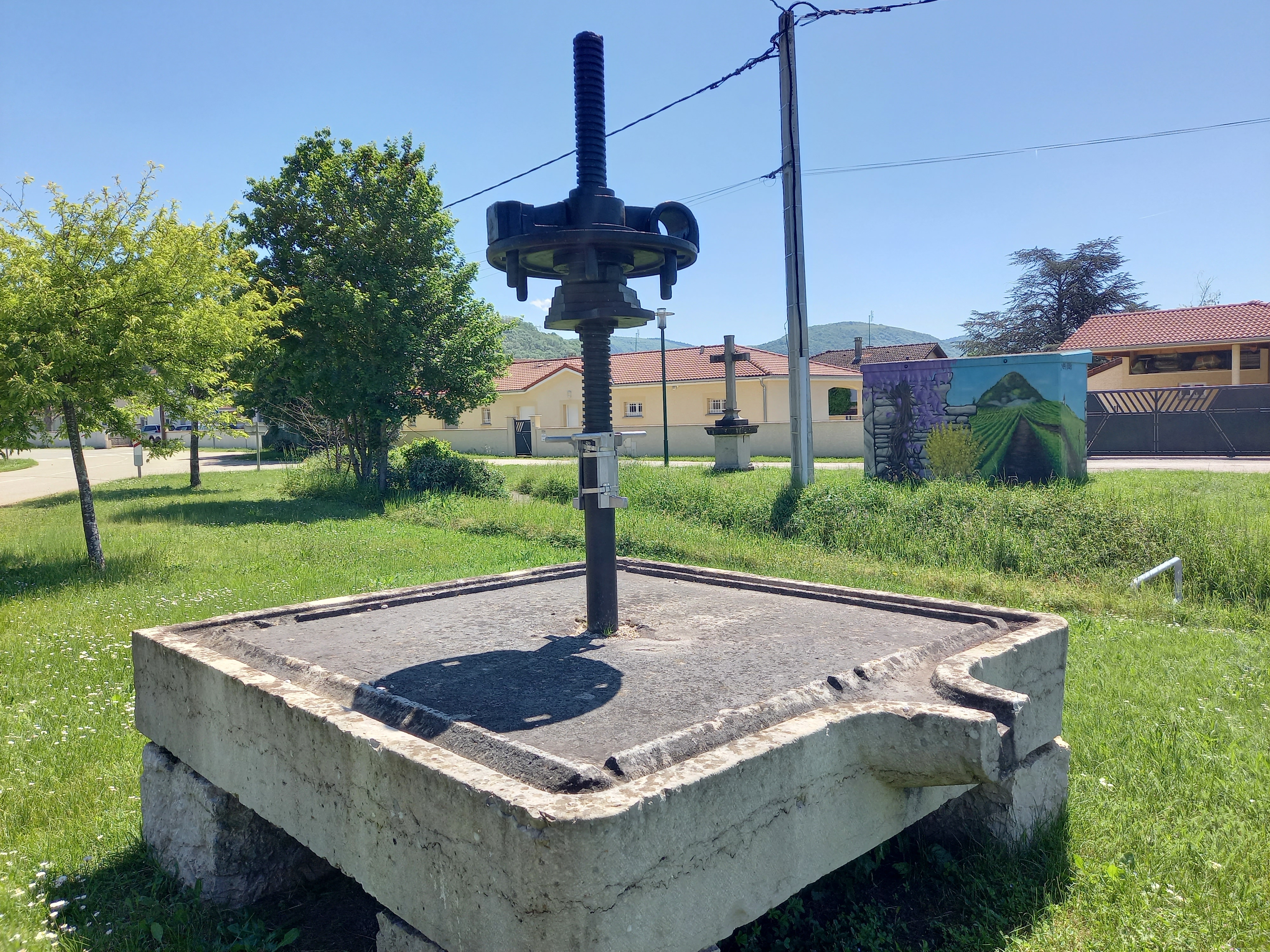
Pressoir exposé à l'entrée du village d'Ambutrix.

La colline d'alluvions fluvio-glaciaires offre des terrains propices à la viticulture (terrain en pente constitué de nombreux galets dans une matrice sablo-limoneuse, exposé sud-ouest). Cette production de vin, issue de cépages multiples, était surtout destinée à la consommation personnelle : il s'agissait de vin rouge de table. Toute la colline alluviale était cultivée, de Saint-Denis-en-Bugey jusqu'à Vaux-en-Bugey. Aussi, afin de faciliter les vendanges, il existait quelques grangeons sur la colline pour entreposer le matériel, y manger un repas pendant les vendanges et les festivités. Toutefois, les parcelles de vignes sont petit à petit abandonnées dans les années 1980 et la colline, autrefois entièrement cultivée sur le versant ensoleillé, devient une colline boisée où poussent désormais principalement des frênes, des robiniers  et des érables.

## Culture locale et patrimoine

### Lieux et monuments

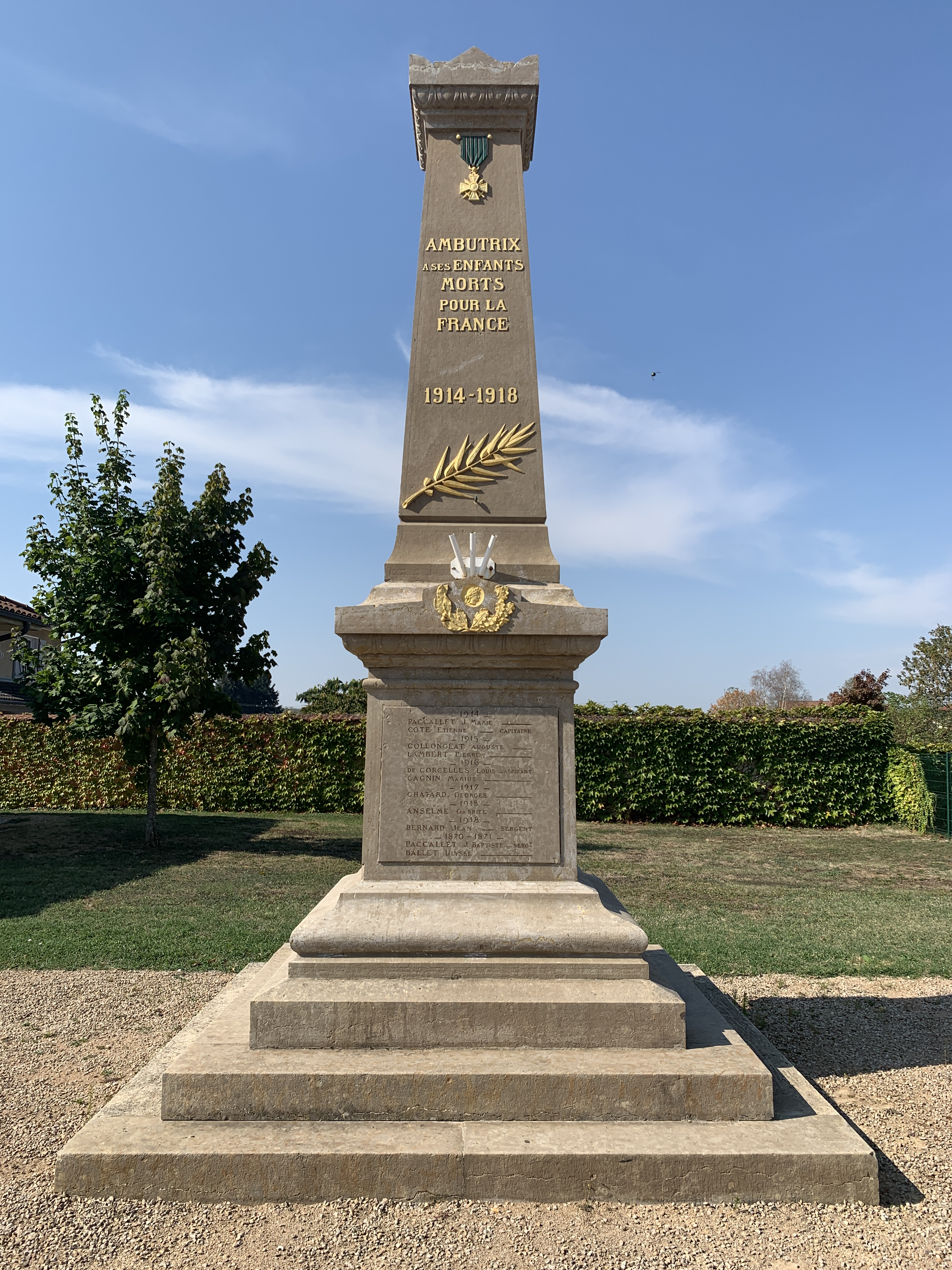
Monument aux morts d'Ambutrix.

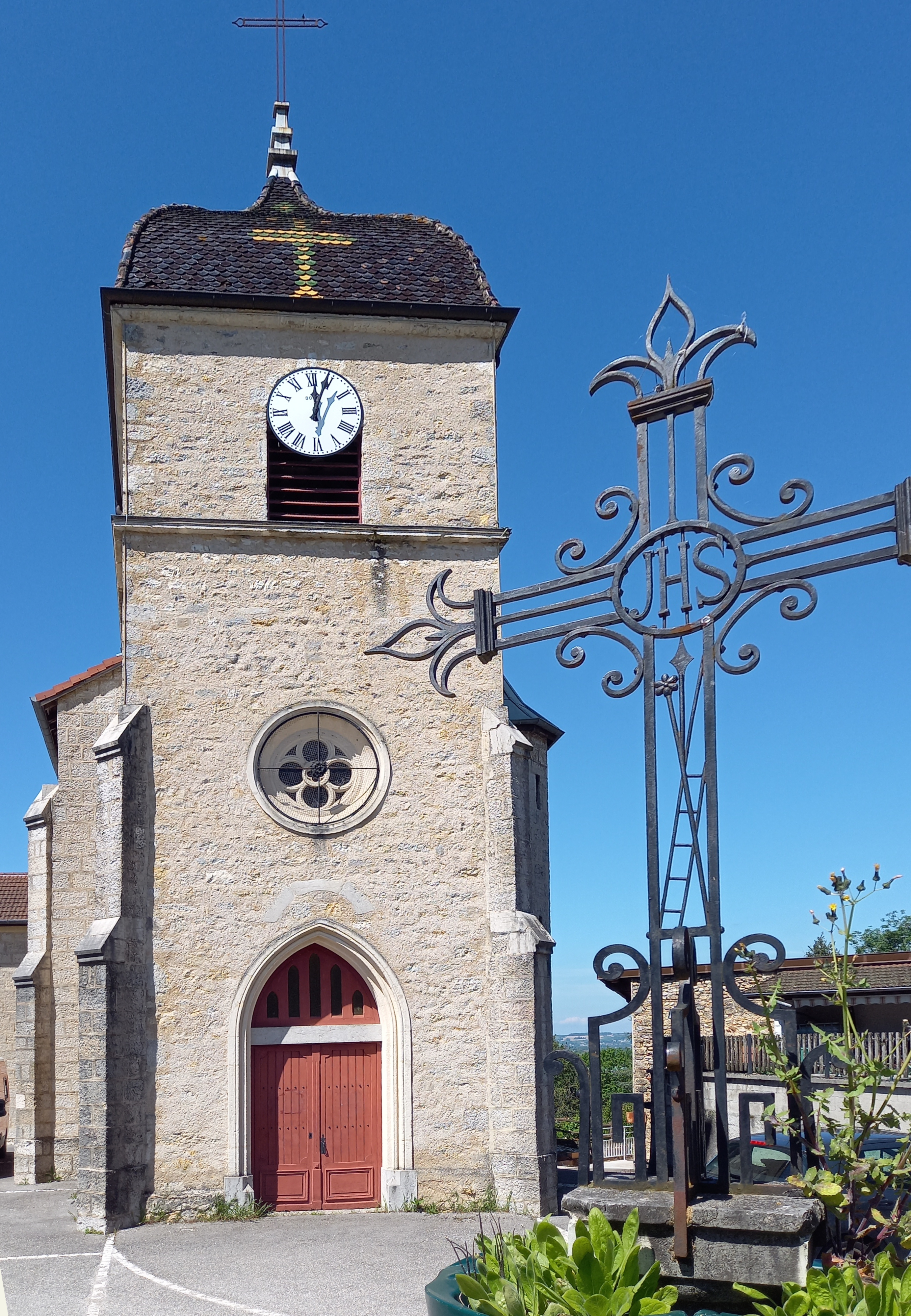
Église Saint-Maurice d'Ambutrix.

- Château de Verneaux (ruines).

Construit sur la colline qui domine le village, cet ancien château fort du XIIIe siècle se situait non loin du château de Saint-Denis-en-Bugey. Le château de Verneaux est un édifice possédant quatre tours, dominant le village, du haut du plateau de Colou, à 370 m d'altitude. Il appartient successivement à la maison de Vareilles, à la maison de Rougemont puis à la famille de Montferrand et enfin aux Valernot. Le dernier possesseur du château fut Victor de Murât. La bâtisse a été pratiquement entièrement détruit à la Révolution française. Il ne subsiste, aujourd'hui, qu'un pan de mur envahi par le lierre. Des frênes poussent à l'intérieur du château totalement ruiné.

- Croix Baltazar.

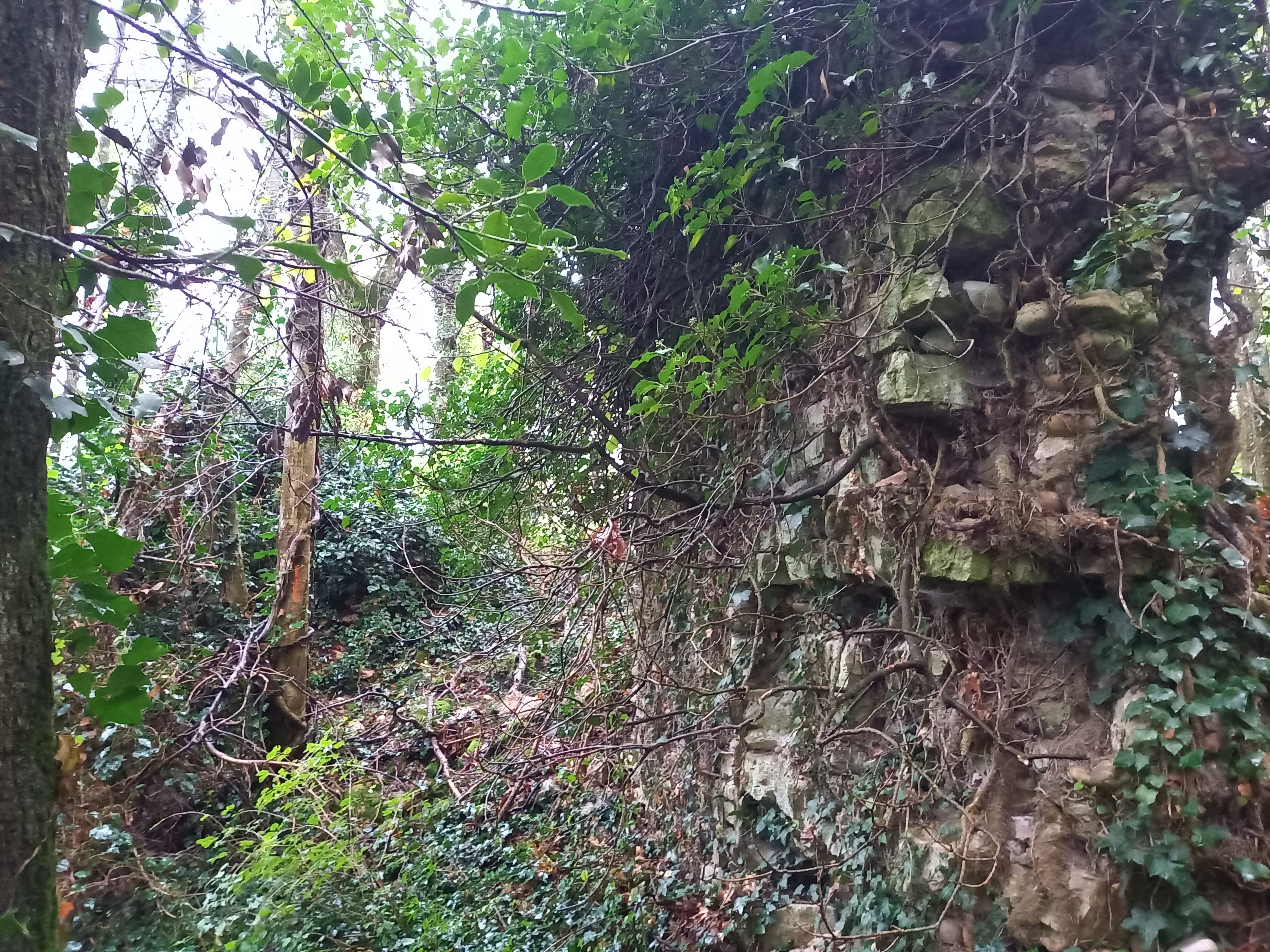
Pan de mur du château de Verneaux qui domine le village.

Une croix de calcaire a été érigée, le 8 février 1868, à 323 m d'altitude, sur le chemin entre Ambutrix et Bettant, par Joseph Chadel et Jeanne Marie Broise, couple de cultivateurs propriétaires à Ambutrix.

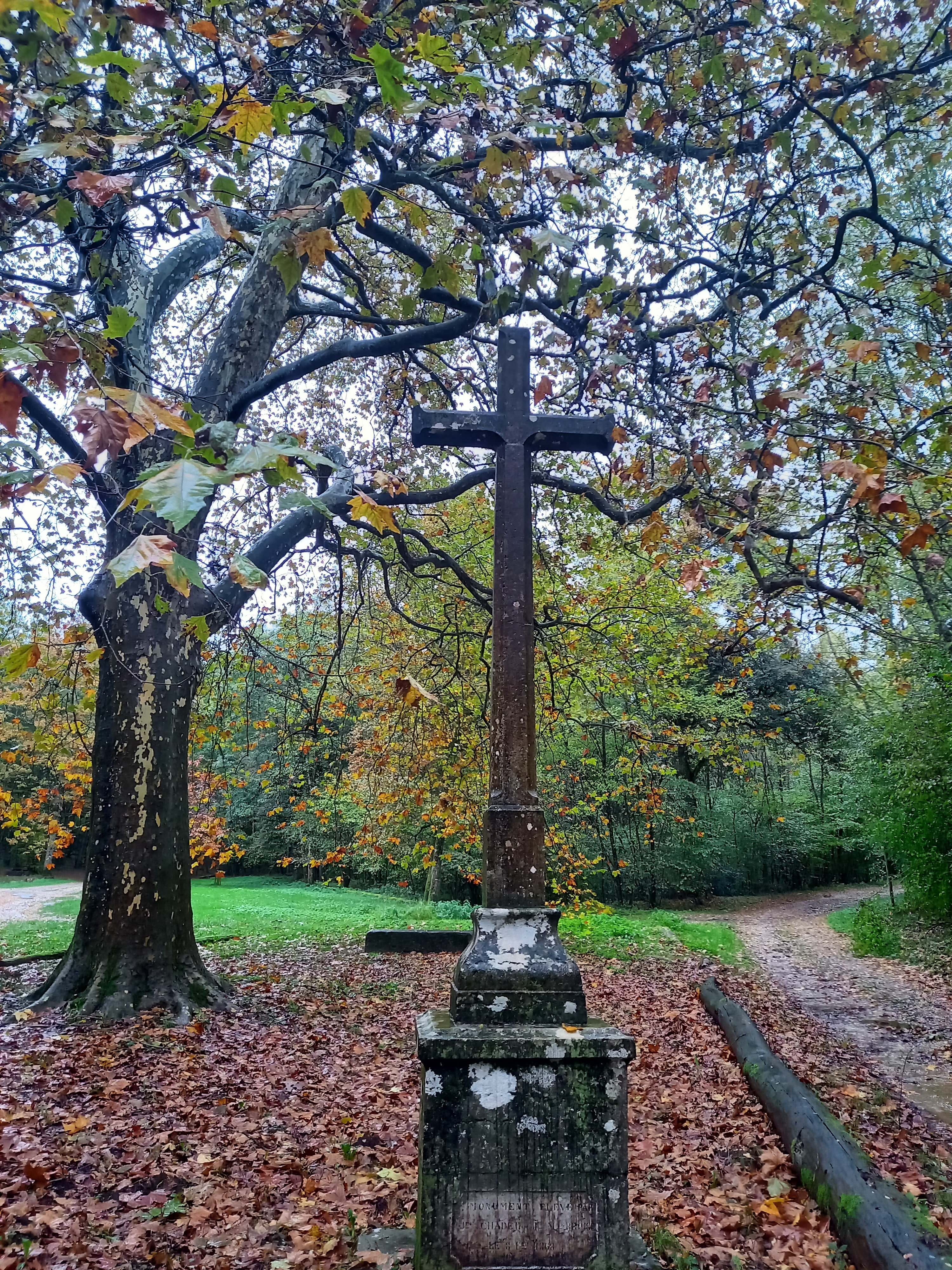
Croix Balthazar, érigée le 8 février 1868, entre Ambutrix et Bettant, par le couple de cultivateurs propriétaires, Joseph Chadel et Jeanne Marie Broise.

- Église Saint-Maurice.

Elle apparaît pour la première fois dans une charte de 1180. En 1191, le pape Innocent III confirme l'église à l'abbaye de Saint-Rambert-en-Bugey. Elle fut ensuite une annexe de l'église de Vaux en Bugey qui elle-même dépendait du diocèse de Lyon. Un incendie détruit presque totalement l'édifice en 1895 mais l'église est reconstruite en 1898.
Son originalité repose dans le clocher comtois paré de tuiles vernissées, constituant une couverture polychrome ornée d'une croix dorée.

### Héraldique
| Blason de Ambutrix | Blason  | D’azur à une porte de ville d’argent ouverte du champ, maçonnée de sable, posée sur un tertre de gueules, à l’épée haute du second transperçant la porte et chargée d’un casque gaulois ailé du même brochant en chef. |
| Blason de Ambutrix | Détails | Le statut officiel du blason reste à déterminer. |

### Animations
La vogue a lieu le premier week-end de septembre et est organisée par les conscrits du village.

### Littérature
Le livre Le Mage et l'Inspecteur localise son intrigue dans le village d'Ambutrix où un inspecteur se retrouve coincé pour quelques jours alors qu'un groupe de mage se réunit au même moment. Le livre détaille les ruelles du village et le caractère de sa population,.